# Mala Bilîna, Sambir
Mala Bilîna (în ucraineană Мала Білина) este un sat în comuna Velîka Bilîna din raionul Sambir, regiunea Liov, Ucraina.

## Demografie
Componența lingvistică a localității Mala Bilîna
     Ucraineană (99,79%)
     Alte limbi (0,21%)
Conform recensământului din 2001, majoritatea populației localității Mala Bilîna era vorbitoare de ucraineană (99,79%), existând în minoritate și vorbitori de alte limbi.